# Jiajing

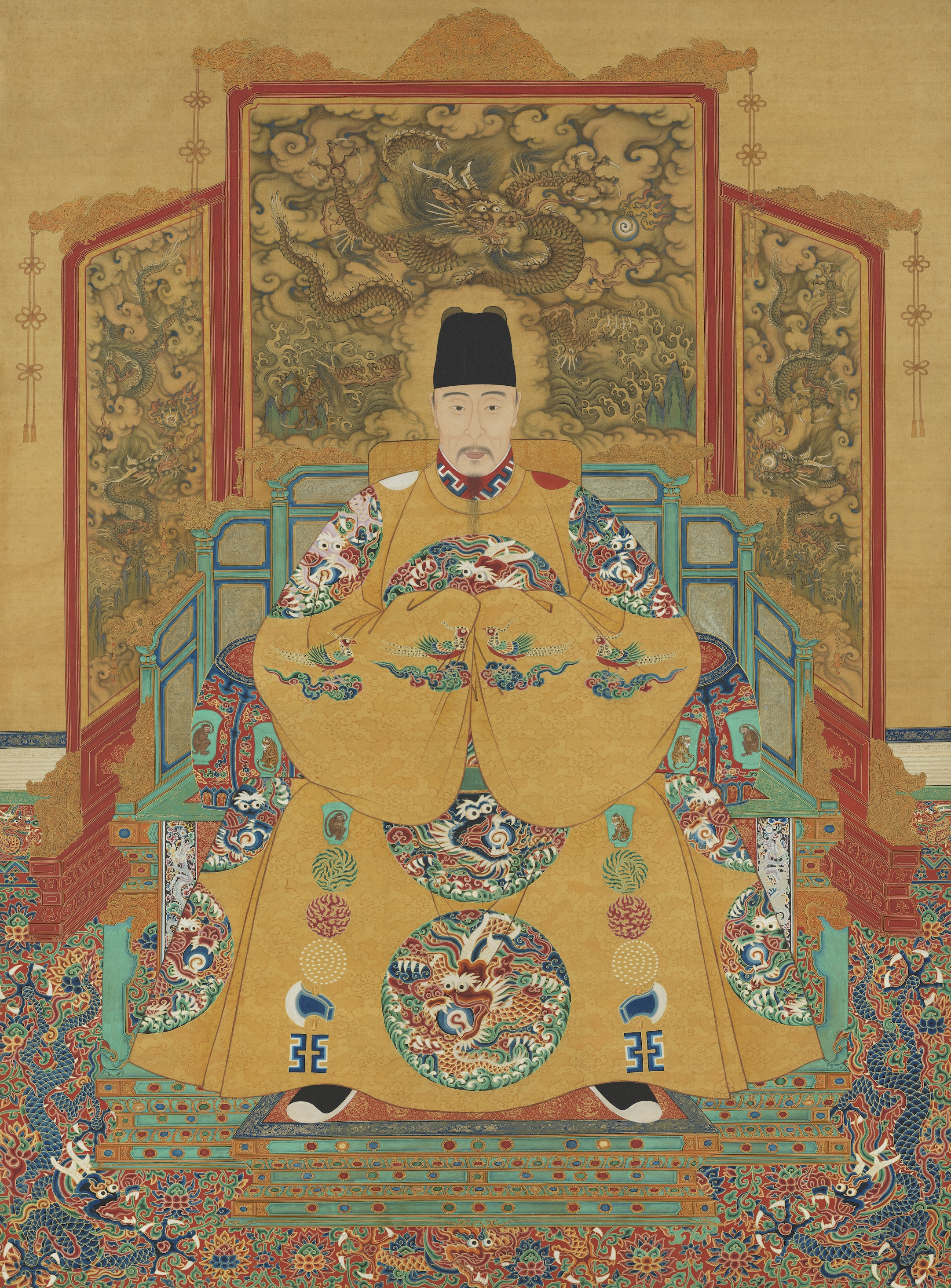
Kaiser Jiajing

Jiajing (嘉靖,  Jiājìng; * 16. September 1507; † 23. Januar 1567), Geburtsname: Zhu Houcong 朱厚熜, Tempelname: Shizong 世宗, war der elfte chinesische Kaiser der Ming-Dynastie. Er herrschte von 1521 bis 1567 über China.

## Leben
Kaiser Zhengde hatte keine Söhne, so dass der Drachenthron an Jiajing vererbt wurde, den Zhengde zuvor adoptiert hatte. Jiajing war ein Abkömmling eines jüngeren Sohnes von Kaiser Chenghua und einer Konkubine aus Hangzhou. Dessen Mutter wurde durch einen Eunuchen eingeführt und ausgebildet, z. B. lernte sie, Hunderte von Tang-Gedichten zu rezitieren, um den Kaiser zu beeindrucken. Jiajing war seit seinem zwölften Lebensjahr als Thronerbe auserkoren, dennoch kränkte ihn sein Adoptionsstatus, und er versuchte, diese Tatsache zu tilgen. Offiziell wurde vorgegeben, er hätte den Thron allein über seine leiblichen Eltern geerbt. Er gab seinem Vater einen postumen Kaisertitel und machte seine Mutter zur Kaiserinwitwe. Das Mausoleum seiner Eltern ließ er als Kaisergrab aufwändig neu erbauen. Als Gründer einer neuen Nebenlinie der herrschenden Dynastie erbaute er sein eigenes Mausoleum in den Ming-Gräbern ebenso prächtig und ausgedehnt wie jenes von Kaiser Yongle.
Jiajing galt als launisch und aufbrausend, mitunter rücksichtslos gegenüber jedermann. Infolgedessen entkam er 1542 nur knapp einem Attentat, ausgeführt von seinen eigenen Konkubinen. Achtzehn Palastmädchen versuchten, den Kaiser in der Nacht zu erdrosseln, während er schlief, doch sie verwendeten den falschen Strick, wodurch ihr Plan scheiterte. Außerdem warnte eines der Mädchen die Kaiserinmutter, so dass alle außer ihr exekutiert wurden.
Jiajings erste Gemahlin Chen starb 1528 nach einer Fehlgeburt, die ein Wutausbruch des Kaisers ausgelöst hatte. Seine zweite Gemahlin Zhang wurde 1534 ohne Angabe von Gründen abgesetzt und starb kurz darauf. Die dritte Kaiserin Fang war jene, die den Hinweis auf das Attentat gegeben hatte. Seine Konkubine Du wurde postum zur Kaiserin erhoben, nachdem ihr Sohn Longqing Kaiser geworden war.

## Regierungsstil

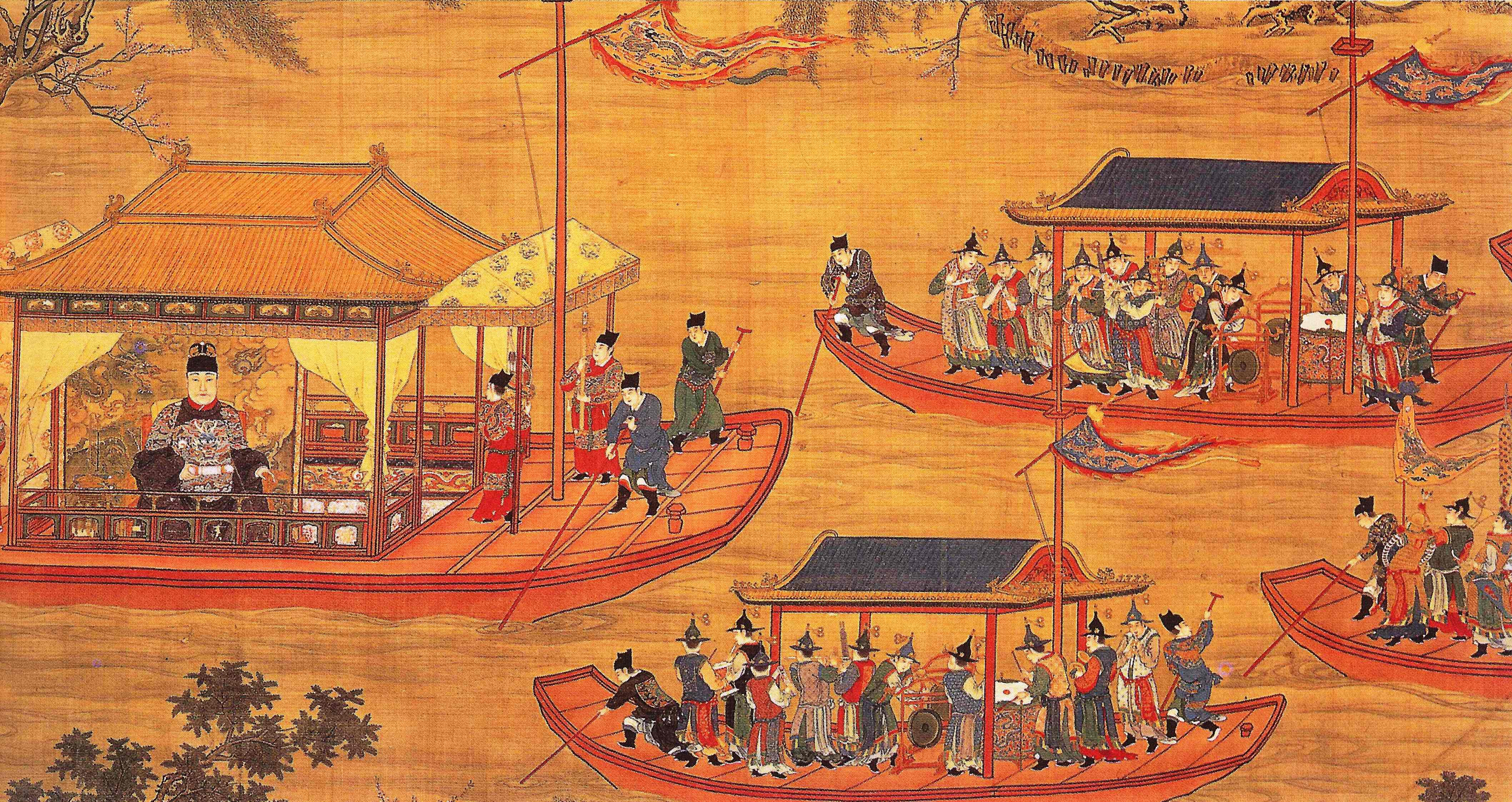
Kaiser Jiajing auf einer Inspektionsreise

Als Jiajing den Thron bestieg, säuberte er mit Hilfe der Kaiserinwitwe und des Großsekretariats den Hof von jenen Eunuchen, die unter Zhengde so unverhohlen ihre Macht missbraucht hatten. Es wurden allein vom Obereunuchen 70 Kisten Gold und 2.200 Kisten Silber beschlagnahmt und dem kaiserlichen Schatzamt zurückgeführt. Als streng gläubiger Daoist unterwarf er sich den Regeln des Daoismus und befolgte die Maxime vom Handeln durch Nicht-Handeln. Infolgedessen zog sich der Kaiser von den Regierungsgeschäften zurück, ernannte aber fähige Minister und Großsekretäre, die an seiner statt zu regieren hatten. Die Länge der Jiajing-Herrschaft gab dem Reich der Mitte Stabilität, aber die Passivität des Kaisers begünstigte Korruption unter den Beamten. Große Steuerreformen wie etwa die Reform des Arbeitsdienstes sorgten dafür, dass man fortan Frondienst und Steuern allein mit Münzen bezahlen konnte. Die Finanzreformen halfen Chinas Wirtschaft, sich nach dem schweren Erdbeben in Shaanxi 1556 schnell wieder zu erholen, als der Gelbe Fluss daraufhin über die Ufer getreten war und 830.000 Menschen ums Leben kamen.

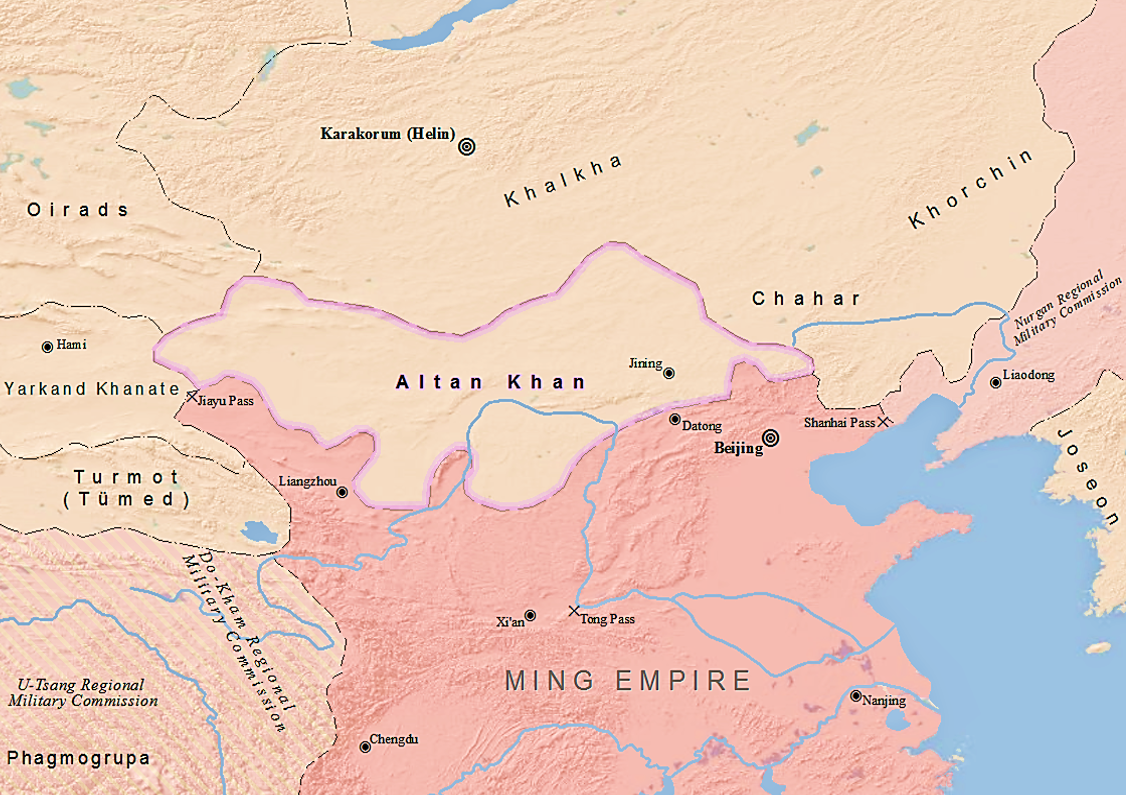
Chinas Stellung gegen Altan Khan

Dennoch wurde Jiajing nicht mit äußeren Problemen fertig. Im Norden gelang es Altan Khan, die mongolischen Stämme wiederzuvereinen und nach China einzufallen. Im Jahr 1542 plünderten dessen Truppen innerhalb eines Monats die Grenzregion, nahmen 200.000 Chinesen als Geiseln gefangen, stahlen eine Million Kisten mit Handelswaren sowie Pferde und verbrannten Tausende von Häusern. Im Jahr 1550 gelang es den Mongolen sogar, bis nach Peking vorzustoßen; nur die massive Truppenpräsenz um Peking hielt die Invasoren ab, und nur mit Mühe konnten die Mongolen in die Steppe zurückgeworfen werden. Im Südosten beherrschten Japaner, die Wokou, und andere Piraten die Küsten Chinas. Der Handel mit Japan wurde daraufhin eingestellt, woraufhin die Beziehungen zu Japan immer schlechter wurden. Das führte zu Schmuggel durch die chinesischen Händler und noch mehr japanischen Piraten, da man in Japan die chinesischen Güter sehr schätzte. Die Regierung war jedoch unfähig, alle Gewässer zu kontrollieren. Als Reaktion befahl Jiajing 1525 die Zerstörung aller Dschunken mit mehr als drei Masten, um die Schmuggelei zu unterbinden. 1550 verbot er im Hai-jin-Dekret sogar den gesamten Außenhandel. Diese restriktiven Edikte wurden so gut wie überhaupt nicht befolgt, der Schmuggel nach Japan ging weiter, und 1555 bahnte sich sogar eine Gruppe von nur 70 Piraten den Weg nach Nanjing und plünderte die Region für zweieinhalb Monate ungestört. Im Jahr 1560 landeten 6.000 Japaner und verwüsteten die Provinz Fujian. Erst Jiajings Nachfolger Longqing gelang es, dieser Probleme Herr zu werden, und er erlaubte den Außenhandel wieder. Die mit 45 Jahren zweitlängste Regierungszeit während der Ming-Dynastie endete möglicherweise durch eine Überdosis Quecksilber.

## Religiöse Einstellung
Einzigartig unter den Ming-Kaisern ist, dass Jiajing ein glühender Verehrer des Daoismus war, der unnachgiebig nach dem Elixier der Unsterblichkeit suchte. Er gab gewaltige Summen aus, um in Peking daoistische Tempel zu errichten, ausgestattet mit speziellen Inventar zur Herstellung von Elixieren aus Perlen, Ambra und Gold. Allein zur Ausführung einer einzigen daoistischen Zeremonie, die über zwölf Stunden dauerte, wurden tausende Unzen Gold aufgewendet. Dabei wurden Texte aus Goldstaub verfasst, den die Literaten mit ihren Schreibpinseln aufsammelten. Der Kaiser suchte immer wieder den Kontakt mit der Geisterwelt, schenkte Omen größte Aufmerksamkeit, versuchte jedoch, den Buddhismus zu unterdrücken. Selbst den buddhistischen Tempel in der Verbotenen Stadt ließ er 1536 abtragen. Außerdem verbot er den Gebrauch von Bildern in konfuzianischen Tempeln.